# الحوت الأعمى (رواية)
الحوت الأعمى هي رواية بوليسية من تأليف ميلودي الحمدوشي نُشرت ضمن عمل مشترك مع الكاتب عبد الإله الحمدوشي سنة 1997:حيث استخدم الكاتب خبرته كمفتش شرطة في كتابة رواياته.حولت الرواية إلى فيلم سنة 2001 . تُرجمت لاحقًا إلى اللغة الإسبانية عن دار V. Verbum.
بدأ ميلودي الحمدوشي تجربته في الكتابة عبر عمل مشترك مع صديقه عبد الإله الحمدوشي من خلال عمل روائي مشترك اعتُبر أول رواية بوليسية في المغرب. ورغم تشابه اسمهما العائلي فلا تربط بين الميلودي وعبدالإله الحمدوشي أي قرابة عائلية. الرواية كانت بعنوان "الحوت الأعمى".  وبعد "الحوت الأعمى" صدر للكاتبين عمل مشترك آخر هو "القديسة جانجاه". ثم اختار كل منهما مواصلة مغامراته البوليسية بشكل فردي.
من روايات الحمدوشي "مخالب الموت" و"حلم جميل" و "ضحايا الفجر" و"أم طارق" و"حياة خاصة" و"اغتيال الفضيلة" و"القديسة جانجاه".  كما نشر مجموعة قصصية تحت عنوان "بيت الجن"، علاوة على عدد من الدراسات والمؤلفات القانونية التي أنجزها.
تجربة حمدوشي الأدبية التي اختار منها كتابة الرواية البوليسية، باللغتين بالعربية والفرنسية، لم تكن وفق النقاد، تقريرية، إذ تقاطعت فيها اللغة الشعرية، والفكرية الغنية بالدلالات وبالخصائص الكتابية التثقيفية، لتجعل منه اسما ضمن ألمع الأسماء العالمية التي اهتمت بهذا النوع من الكتابة.

## شخصيات الرواية
- الضابط المحقق: بطل الرواية، يُستدعى للتحقيق في جريمة قتل فتاة، ويقود التحقيقات التي تكشف عن شبكة إجرامية لتجارة المخدرات. يتميز بالذكاء والصرامة، ويعكس شخصية الكاتب نفسه في كثير من التفاصيل.
- الفتاة الضحية: ضحية الجريمة التي تُكتشف في بداية الرواية، وتشكل نقطة الانطلاق للأحداث.
- أفراد الشبكة الإجرامية: مجموعة من الشخصيات الغامضة التي تتورط في تجارة المخدرات، وتُكشف هوياتهم تدريجياً خلال التحقيقات.
- الشهود والمخبرون: شخصيات ثانوية تساعد في تقدم التحقيق، وتضيف طبقات من الغموض والتشويق.

## أسلوب الرواية
تتبنى رواية الحوت الأعمى أسلوبًا بوليسيًا واقعيًا يجمع بين السرد التقريري والتحليل النفسي والاجتماعي، حيث يوظف المؤلف ميلودي الحمدوشي خبرته كمفتش شرطة في بناء حبكة دقيقة تستند إلى أحداث مستوحاة من الواقع المغربي. تتميز اللغة المستخدمة في الرواية بكونها شعرية وفكرية غنية بالدلالات، وتبتعد عن التقرير المباشر لتُضفي على النص طابعًا تثقيفيًا وتأمليًا. كما يتسم الأسلوب بالوضوح والغموض في آن واحد، مما يعزز عنصر التشويق ويمنح الشخصيات عمقًا إنسانيًا يعكس تعقيدات المجتمع المغربي، ويجعل من الرواية نموذجًا رائدًا في الأدب البوليسي العربي.

## من رواية إلى فيلم
تحولت رواية الحوت الأعمى إلى فيلم تلفزيوني مغربي يحمل نفس العنوان(الحوت الأعمى) عام 2001، من إخراج حسن غنجة وبطولة يونس مكري، في تجربة تُعد من أوائل محاولات اقتباس الأدب البوليسي المغربي إلى الشاشة. يستند الفيلم إلى الرواية ، مستلهمًا أحداثها من تجربته كمفتش شرطة، حيث يتناول التحقيق في جريمة قتل فتاة تقود إلى كشف شبكة إجرامية متخصصة في تجارة المخدرات. حافظ الفيلم على الطابع البوليسي الواقعي للرواية، مع توظيف أجواء بصرية مظلمة تعكس التوتر والغموض، مما ساهم في ترسيخ حضور الرواية البوليسية في الدراما المغربية التلفزيونية.